# دریاچه کوودوزرو
دریاچه کوودوزرو (انگلیسی: Lake Kovdozero) یک دریاچه در استان مورمانسک کشور روسیه است.